# Flavi Arrià
Flavi Arrià o Arrià de Nicomèdia (en llatí Lucius Flavius Arrianus) (Nicomèdia a Bitínia vers el 95 – 180) va ser un historiador i filòsof grecollatí deixeble d'Epictet de Hieràpolis que el va introduir en la filosofia estoica.
Va publicar les conferències filosòfiques del seu mestre (Διατριβαὶ Ἐπικτήτου) en vuit llibres, dels que se'n conserven quatre, i va treballar a Atenes. Els atenencs li deien "el jove Xenofont" perquè el seu estil d'escriure era similar a l'antic escriptor. Entre altres treballs, va escriure l'Anàbasi d'Alexandre el Gran, una notable relació de l'expedició d'Alexandre el Gran. Va escriure també un resum de la filosofia d'Epictet Ἐγχειρίδιον Ἐπικτήτου, que encara existeix. Aquesta obra que ja a l'antiguitat era considerada un manual de filosofia pràctica, va mantenir la seva vigència durant segles, fins i tot en època cristiana. Seguint a Xenofont, també va escriure un llibre sobre caça, Κυνηγητικός, que complementa al seu model amb aportacions noves.
L'any 124 es va fer amic de l'emperador Hadrià quan aquest era a Grècia i va rebre la porpra romana i va agafar el prenom Flavi. El 136 va ser nomenat prefecte de Capadòcia que durant el seu govern va patir atacs dels alans o dels massàgetes als que va derrotar en una decisiva batalla. Dedicat a aquest emperador, va escriure un periple, titulat Periple del Pont Euxí probablement quan era a Capadòcia. Sota Antoní Pius va ser nomenat cònsol el 146, però el 147 es va retirar a la vida privada i el 150 vivia a Nicomèdia com a sacerdot de Demèter i Persèfone. Va morir a avançada edat durant el regnat de Marc Aureli. Se sap que Dió Cassi va escriure una biografia d'Arrià, però no ens ha arribat.